# نهضة نووية

الجدول الزمني للقدرة النووية بالتكاليف ووقف تشغيلها منذ عام 1970

نهضة نووية منذ عام 2001 استخدم مصطلح النهضة النووية للإشارة إلى إحياء صناعة الطاقة النووية المحتمل مدفوع بارتفاع أسعار الوقود الأحفوري ومخاوف جديدة بشأن تلبية حدود انبعاثات الغازات.

في تقرير الطاقة العالمي لعام 2009، أفادت الوكالة الدولية للطاقة ما يلي:
إن النهضة النووية ممكنة، بيد أن حدوثها غير ممكن بين ليلة وضحاها. تواجه المشاريع النووية عوائق كبيرة، بما في ذلك تمديد فترات التشييد وما يتعلق بها من مخاطر، وعمليات الترخيص المطولة، ونقص القوى العاملة، فضلًا عن المسائل قديمة العهد المتعلقة بالتخلص من المخلفات النووية وتفشيها والمعارضة المحلية. كان تمويل محطات الطاقة النووية الجديدة -لا سيما في الاسواق المحررة- دائمًا أمرًا صعبًا ويبدو من شبه المؤكد أن الأزمة المالية زادت من صعوبة ذلك. الواقع أن المتطلبات الرأسمالية الضخمة، إلى جانب مخاطر تجاوزات التكاليف والجوانب التنظيمية غير المؤكدة، تجعل المستثمرين والمقرضين حذرين للغاية، حتى عندما يكون نمو الطلب نشطًا.
أفادت الجمعية النووية العالمية بأن توليد الكهرباء النووية في عام 2012 بلغ أدنى مستوياته منذ عام 1999.
في عام 2015:
- جرى ربط عشرة مفاعلات جديدة بالشبكة، وهو أعلى رقم منذ عام 1990، إلا أن توقف المحطات الهرمة عن العمل وإنهاء الطاقة النووية يُوازن التوسع في البرامج النووية الآسيوية.[6]
- إغلاق سبعة مفاعلات نهائيًا.
- بلغ صافي قدرة المفاعلات العاملة على مستوى العالم 382,855 ميغاواط من الكهرباء. غير أن هناك بعض المفاعلات المُصنفة على أنها تشغيلية، رغم عدم إنتاجها أي طاقة.[7]
- بلغ عدد المفاعلات النووية الجديدة التي كانت قيد الإنشاء 67 مفاعلًا، بما في ذلك أربع وحدات من المفاعل النووي الأوربي المضغوط.[8] كان من المفترض أن يقود أول مشروعين من مشاريع المفاعل النووي الأوربي المضغوط نهضة نووية،[9] في فنلندا وفرنسا، إلا أن كلاهما واجه تأخيرات إنشائية مكلفة. بدأت أعمال بناء وحدتين من وحدات المفاعل النووي الأوربي المضغوط في عامي 2009  و 2010.[10] كان من المفترض أن تبدأ الوحدات الصينية العمل في عامي 2014 و 2015،[11] إلا أن الحكومة الصينية أوقفت أعمال البناء بسبب مخاوف تتعلق بالسلامة.[12]

شهد شهر مارس 2017 انتكاسة للنهضة النووية عندما قدمت شركة كهرباء ويستينغهاوس، المنتجة لمفاعل إيه بّي 1000، طلبًا للحماية من الإفلاس بموجب الفصل 11. بعد أربعة أشهر من الإفلاس والتأخيرات والتكاليف الزائدة، أُلغي مفاعلا إيه بّي 1000 اللذان كانا قيد الإنشاء في محطة فيرجيل سي لتوليد الطاقة النووية الصيفية.

## تاريخيًا
سجّل توليد الطاقة النووية  السنوي في عام 2009 تراجعًا طفيفًا منذ عام 2007، إذ انخفض بنسبة 1.8% في عام 2009 ليصبح 2558 تيراواط للساعة مع تلبية الطاقة النووية نسبة 13 - 14 % من الطلب العالمي على الكهرباء. كان أحد أبرز عوامل هذا الانخفاض هو الإصلاح المطول لسبعة مفاعلات كبيرة في محطة كاشيوازاكي  كاريوا للطاقة النووية في اليابان عقب زلزال نيغاتا تشيتسو أوكي.
في مارس 2011، أثارت الحوادث النووية في محطة فوكوشيما الأولى للطاقة النووية في اليابان، وحالات إغلاق منشآت نووية أخرى الشكوك بين بعض المعلقين حول مستقبل النهضة. ذكرت بلاتس أن «الأزمة في محطة فوكوشيما النووية اليابانية دفعت البلدان الرائدة المستهلكة للطاقة إلى استعراض سلامة مفاعلاتها القائمة، وألقت بظلال من الشك على سرعة التوسعات المخطط لها ونطاقها في جميع أنحاء العالم». في عام 2011، غادرت شركة سيمنز قطاع الطاقة النووية في أعقاب كارثة فوكوشيما وما تلاها من تغييرات في سياسة الطاقة الألمانية، وأيدت الانتقال الطاقي الذي خططت له الحكومة الألمانية إلى تقنيات الطاقة المتجددة. استعرضت العديد من الدول برامج الطاقة النووية الخاصة بها مثل الصين وألمانيا وسويسرا وإسرائيل وماليزيا وتايلاند والمملكة المتحدة وإيطاليا والفلبين. ما زالت إندونيسيا وفيتنام تخططان لبناء محطات طاقة نووية. ما يزال هناك عدد من الدول المعارضة للطاقة النووية مثل أستراليا والنمسا والدنمارك واليونان وأيرلندا ولاتفيا ولختنشتاين ولوكسمبورغ والبرتغال وإسرائيل وماليزيا ونيوزيلندا والنرويج. ففي أعقاب الحوادث النووية في محطة فوكوشيما الأولى، خفضت الوكالة الدولية للطاقة تقديراتها للنصف فيما يتعلق بالقدرة الإضافية على توليد الطاقة النووية المبنية بحلول عام 2035.
ذكرت الجمعية النووية العالمية أن «توليد الطاقة النووية عانى من أكبر هبوط له منذ عام واحد على الإطلاق خلال عام 2012، إذ توقف القسم الأعظم من الأسطول الياباني عن العمل طيلة عام تقويمي كامل». أظهرت بيانات الوكالة الدولية للطاقة الذرية أن محطات الطاقة النووية أنتجت 2346 تيراواط للساعة من الكهرباء في عام 2012 على مستوى العالم؛ أي أقل بنسبة 7% مقارنة بعام 2011. توضح البيانات آثار عام كامل من توليد 48 مفاعلًا يابانيًا للطاقة خلال العام. كان الإغلاق الدائم لثماني وحدات مفاعلات في ألمانيا من العوامل المؤثرة أيضًا على توليد الطاقة النووية. أدّت المشاكل في وحدات كريستال ريفر وفورت تشاهون ووحدتي سان أونوفري في الولايات المتحدة إلى توقف إنتاجها لأي طاقة طيلة عام كامل، بينما توقفت محطتا دويل 3 وتيهانغ 2 في بلجيكا عن العمل مدة ستة أشهر. مقارنة بعام 2010، أنتج القطاع النووي كهرباء أقل بنسبة 11% في عام 2012.
اعتبارًا من يوليو 2013، «كان 437 مفاعلًا نوويًا قيد التشغيل في ثلاثين دولة، أي أقل بسبعة مفاعلات عن الحد الأقصى التاريخي الذي بلغ 444 مفاعلًا نوويًا في عام 2002. منذ عام 2002، بدأت المنشآت تشغيل 28 وحدة وفُصلت 36 وحدة بما في ذلك ست وحدات في محطة فوكوشيما دايتشي للطاقة النووية في اليابان. بلغ إجمالي قدرة أسطول المفاعلات العالمية في عام 2010 نحو 370 غيغاواط (أو ألف ميغاواط). وعلى الرغم من انخفاض عدد الوحدات العاملة في عام 2013 بمقدار سبع وحدات عما كان عليه في عام 2002، فإن السعة ما تزال أعلى بنحو 7 غيغاواط». فيما يلي عدد المفاعلات العاملة الجديدة، وعمليات الإغلاق النهائية، وعمليات البناء الجديدة التي بدأت بموجب الوكالة الدولية للطاقة الذرية في عام 2010.

## نظرة عامة
بلغ عدد المفاعلات قيد الإنشاء 72 مفاعلًا في بداية عام 2014، وهو أعلى رقم منذ 25 عامًا. أُرجع عدد من المفاعلات قيد الإنشاء من عصور سابقة، بعضها مفاعلات مكتملة جزئيًا واستؤنف العمل بها (في الأرجنتين مثلًا)، وبعضها مفاعلات صغيرة وتجريبية (مثل المفاعلات العائمة الروسية)، وأُدرج بعضها لأعوام ضمن قائمة الوكالة الدولية للطاقة الذرية للمفاعلات «قيد الإنشاء» (في الهند وروسيا على سبيل المثال). تحل الآن مشاريع المفاعلات النووية في أوروبا الشرقية محل المفاعلات السوفيتية القديمة المغلقة بسبب المخاوف المتعلقة بالسلامة. جرت معظم أنشطة عام 2010 –المتمثلة بـ30 مفاعلًا- في أربع دول: الصين والهند وروسيا وكوريا الجنوبية. تُعد تركيا والإمارات العربية المتحدة وإيران الدول الوحيدة التي تعمل حاليًا على إنشاء مفاعلاتها الأولى لتوليد الطاقة، إذ بدأت إيران أعمال البناء منذ عقود.
اقتُرحت عوائق مختلفة تحول من النهضة النووية. من بين هذه العوامل: الاقتصاد غير الملائم مقارنة بمصادر الطاقة الأخرى، والتباطؤ في معالجة تغير المناخ، والعوائق الصناعية، ونقص العاملين في القطاع النووي، والمسألة المثيرة للجدل حول كيفية التعامل مع النفايات النووية أو الوقود النووي المستنفد. ثمة أيضًا مخاوف بشأن المزيد من الحوادث النووية، والأمن، وانتشار الأسلحة النووية.